# Siaka Tiéné
Siaka Chico Tiéné  (ur. 22 lutego 1982 w Abidżanie) – iworyjski piłkarz występujący na pozycji obrońcy.

## Kariera

### Afryka
Siaka Tiéné karierę rozpoczynał w ASEC Mimosas, gdzie grał pięć lat. Później wyemigrował do Republiki Południowej Afryki, by występować w Mamelodi Sundowns FC.

### Francja
Po dwóch sezonach w RPA po piłkarza zgłosili się działacze AS Saint-Étienne. W pierwszym składzie "Zielonych" zaliczył jednak tylko pięć meczów, większą część sezonu spędził grając w rezerwach. W 2006 roku został wypożyczony do Stade de Reims, grającym w Ligue 2. Po sezonie wrócił do "Zielonych". Latem 2008 roku Tiéné podpisał kontrakt z Valenciennes FC. W letnim okienku transferowym sezonu 2010/2011 przeszedł do PSG za 1 mln euro. Pierwszego gola dla PSG strzelił 11 marca 2012 w wyjazdowym meczu przeciw Dijon FCO, po dośrodkowaniu Guillaume Hoarau.
| Sezon   | Klub                  | Kraj    | Flaga                    | Rozgrywki             | Mecze | Bramki | Rozgrywki Europy   | Mecze | Bramki |
| ------- | --------------------- | ------- | ------------------------ | --------------------- | ----- | ------ | ------------------ | ----- | ------ |
| 1999    | ASEC Mimosas          | WKS     | Wybrzeże Kości Słoniowej | Ligue 1 MTN           | ?     | ?      | -                  | -     | -      |
| 2000    | ASEC Mimosas          | WKS     | Wybrzeże Kości Słoniowej | Ligue 1 MTN           | ?     | ?      | -                  | -     | -      |
| 2001    | ASEC Mimosas          | WKS     | Wybrzeże Kości Słoniowej | Ligue 1 MTN           | ?     | ?      | -                  | -     | -      |
| 2002    | ASEC Mimosas          | WKS     | Wybrzeże Kości Słoniowej | Ligue 1 MTN           | 18    | 1      | -                  | -     | -      |
| 2003    | ASEC Mimosas          | WKS     | Wybrzeże Kości Słoniowej | Ligue 1 MTN           | 20    | 3      | -                  | -     | -      |
| 2003/04 | Mamelodi Sundowns FC  | RPA     | Południowa Afryka        | Premier Soccer League | 14    | 4      | -                  | -     | -      |
| 2004/05 | Mamelodi Sundowns FC  | RPA     | Południowa Afryka        | Premier Soccer League | 26    | 9      | -                  | -     | -      |
| 2005/06 | AS Saint-Étienne      | Francja | Francja                  | Ligue 1               | 5     | 0      | -                  | -     | -      |
| 2006/07 | AS Saint-Étienne      | Francja | Francja                  | Ligue 1               | 0     | 0      | -                  | -     | -      |
| 2006/07 | Stade de Reims (wyp.) | Francja | Francja                  | Ligue 2               | 18    | 3      | -                  | -     | -      |
| 2007/08 | AS Saint-Étienne      | Francja | Francja                  | Ligue 1               | 19    | 0      | -                  | -     | -      |
| 2008/09 | Valenciennes FC       | Francja | Francja                  | Ligue 1               | 29    | 1      | -                  | -     | -      |
| 2009/10 | Valenciennes FC       | Francja | Francja                  | Ligue 1               | 28    | 1      | -                  | -     | -      |
| 2010/11 | Paris Saint-Germain   | Francja | Francja                  | Ligue 1               | 29    | 0      | Liga Mistrzów UEFA | 8     | 0      |
| 2011/12 | Paris Saint-Germain   | Francja | Francja                  | Ligue 1               | 23    | 1      | Liga Europy UEFA   | 6     | 0      |
| 2012/13 | Paris Saint-Germain   | Francja | Francja                  | Ligue 1               | 2     | 0      | Liga Mistrzów UEFA | 0     | 0      |
| 2013/14 | Montpellier HSC       | Francja | Francja                  | Ligue 1               | 27    | 3      | -                  | -     | -      |
| 2014/15 | Montpellier HSC       | Francja | Francja                  | Ligue 1               | 17    | 2      | -                  | -     | -      |